# 釋慧觀
釋慧觀，中國東晉、劉宋的僧侶，主張「漸悟」。本姓崔，因主持道場寺，常被稱作道場慧觀。

## 概述
慧觀本姓崔，出自望族清河崔氏。出家後曾遊歷廬山，向慧遠學習。後來慧觀因傾慕鳩摩羅什而前往北方，他的佛學成就也為當時人所認可。慧觀寫作《法華宗要序》，寄給鳩摩羅什，鳩摩羅什回復他：「善男子，所論甚快！」慧觀也向佛陀跋陀羅學習，後來隨佛陀跋陀羅回到東晉。慧觀先到荊州，受到司馬休之的敬重，後來劉裕擊敗司馬休之，也很敬重接待慧觀，並讓兒子劉義隆與慧觀交遊。最後慧觀抵達道場寺。慧觀於宋文帝元嘉年間，以七十一歲高齡去世，臨終前，託付寶雲主持道場寺。
慧觀主張漸悟，與竺道生主張的頓悟相對。

## 協助翻譯佛經
慧觀曾多次協助佛經翻譯。
宋文帝元嘉十年（433年），精通《雜阿毘曇心論》的僧伽跋摩抵達建康城，慧觀邀請僧伽跋摩至道場寺。同年於長干寺，由僧伽跋摩傳授、寶雲翻譯、慧觀筆錄，譯出《雜阿毘曇心論》、《薩婆多毘尼摩得勒伽》、《分別業報略》、《勸發諸王要偈》、《請聖僧浴文》等經文。
元嘉十二年（435年），求那跋陀羅抵達廣州，宋文帝遣使迎接，命令慧嚴、慧觀等知名僧侶於新亭接迎慰勞。之後慧觀、寶雲協助求那跋陀羅開始他的傳經事業，由求那跋陀羅傳授、寶雲翻譯、慧觀筆錄，在祇洹寺譯出《雜阿含經》，在東安寺譯出《法鼓經》，在丹陽郡譯出《勝鬘經》、《楞伽經》。